# Бранко Ве Пољански
Бранислав Мицић (Сошице, 1897 — Париз, 1947), познатији као Бранко ве Пољански, био је српски књижевник и сликар. Са братом Љубомиром Мицићем започео  је српски авангардни покрет зенитизам.

## Биографија
Бранко ве Пољански је псеудоним узео по Мајским Пољанама код Глине на Банији од куда вуче порекло и где је провео детињство.
Школовао се на Учитељској школи у Загребу. У Љубљани је 1921. године покренуо часопис „Светокрет“, „лист за експедицију на северни пол човековог духа“, а у Загребу филмску ревију „Кинофон“.
У Прагу је организовао уметнички клуб „Зенит“, шири зенитистичке идеје и суделовао на Револучној сцени (сцена малог казалишта Адриа, нова врста кабареа у немачком стилу).
У часопису зенит објављивао је песме, прозу и коментаре о културним збивањима.
Сам или са братом Љубомиром Мицићем организује зенитистичке вечери у Љубљани, Загребу и Београду. Суделује 1924. године на првој Зенитовој међународној изложби нове уметности у Београду. Као представник Зенита у Паризу је 1925/26 ширио зенитистичке идеје. Симболично је раскинуо са својом књижевном делатношћу 17. јула 1927. године у Београду, када је на Теразијама разделио 2.000 примерака својих књига „Тумбе“ и „Црвени петао“. После тога одлази у Париз где се посвећује сликарству од којег је и живео.
Слике и цртеже излагао је на међународној изложби револуционарне уметности Запада 1926. у Москви и у Паризу 1925 (или 1926) и 1930, када је штампао Манифест панреализма.
Био је ожењен Францускињом из добре, добростојеће породице, отац четворо деце.
Живео је у Загребу, Београду и Паризу, где му се, као клошару, губи траг.